# Aroko
Aroko – symboliczne pismo muszelkowe wykorzystywane przez ludy afrykańskie w okresie prehistorycznym, przed pojawieniem się pisma właściwego.